# Jürgen Krumnow
Jürgen Krumnow (* 18. Mai 1944 in Grünberg, Schlesien) ist ein deutscher Bankkaufmann und Manager.

## Leben
Krumnow absolvierte nach dem Abitur in Hamburg eine Ausbildung zum Bankkaufmann bei der Deutschen Bank in Bremen. Danach studierte Krumnow ab 1966 Betriebswirtschaftslehre an der Universität Hamburg. 1974 wurde er dort zu einem Thema im bankbetrieblichen Rechnungswesen promoviert.
Krumnow arbeitete als Mitarbeiter in der Deutsche Bank, zunächst im Rechnungswesen und ab 1974 im Vorstandssekretariat. 1978 kam er als Direktor an die Filiale Tübingen/Reutlingen nach Südwürttemberg. 1982 wurde er zum Leiter der Zentralabteilung Rechnungswesen und Planung in Frankfurt am Main berufen und 1986 wurde er schließlich Generalbevollmächtigter.
Ab 1988 bis 1999 gehörte Krumnow als damals zunächst jüngstes Mitglied dem Vorstand der Deutschen Bank an. Krumnow betreute das Ressort Rechnungswesen, Steuern und das Controlling. 1991 übernahm er zudem die regionale Zuständigkeit für die Deutsche-Bank Filialen in Norddeutschland, Skandinavien und Afrika. Hilmar Kopper und Ulrich Cartellieri erklärten 1999, dass Krumnows bis 2000 laufender Vertrag nicht verlängert werde.

### Tätigkeiten als Aufsichtsrat
Im November 2004 übernahm Krumnow den Vorsitz des Aufsichtsrates des TUI-Konzerns und übte diese Funktion bis 2009 aus.
Krumnow sitzt seit 2005 für die Arbeitgeberseite im Aufsichtsrat der Deutschen Bahn.

## Publikationen
- "Die Budgetrechnung als Lenkungsinstrument der Geschäftsleitung einer Universalbank", Gabler Verlag, 1974, ISBN 978-3-409-43031-9
- "Rechnungslegung der Kreditinstitute", Schäffer-Poeschel Verlag, 1994, ISBN 978-3-7910-0729-8
- "Risikosteuerung von Derivaten", Gabler Verlag, 1996, ISBN 978-3-322-84647-1
- Mit Ludwig Gramlich: "Gabler Bank-Lexikon", Springer Gabler, 2000, ISBN 978-3-322-94789-5
- "Management Handbuch eBanking", Schäffer-Poeschel Verlag, 2001, ISBN 978-3-791-01841-6